# 三井辨雄
三井 辨雄（みつい わきお、1942年〈昭和17年〉11月24日 ‐ 2021年〈令和3年〉4月2日）は、日本の政治家、実業家、薬剤師。
衆議院議員（4期）、国土交通副大臣（菅直人第1次改造内閣・菅直人第2次改造内閣）、厚生労働大臣（第15代）などを歴任し、青山会（樽床伸二グループ）代表世話人を務めた。報道等では新字体で三井 弁雄（みつい わきお）の表記も用いられる。

## 来歴

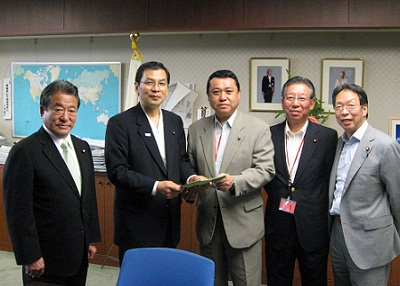
2011年8月1日、中央合同庁舎第三号館にて国土交通大臣大畠章宏（左から2人目）、衆議院議員荒井聰（右端）、札幌市議会大都市行財政制度調査特別委員長桑原透（中央）、札幌市議会大都市行財政制度調査特別副委員長小須田悟士（右から2人目）と

北海道札幌市生まれ。札幌市立柏中学校、北海高等学校、昭和薬科大学薬学部卒業。薬剤師免許を取得し、1967年登録。1975年、三井薬品株式会社を設立し、同社代表取締役に就任。その後医療法人交雄会の理事長に就任し、北海道内に3病院・2介護福祉施設を開設。
経営者時代から自由民主党の羽田孜の知遇を得ており、1996年の第41回衆議院議員総選挙に羽田が当時所属していた新進党公認で北海道3区から立候補するが、石崎岳（自民党）、荒井聰（旧民主党）の後塵を拝し、得票数3位で落選する。新進党解党後、民主党に入党。2000年の第42回衆議院議員総選挙では、選挙区調整により比例北海道ブロック単独で立候補し初当選（北海道3区からは荒井聰が立候補し、石崎岳を破り当選）。2003年の第43回衆議院議員総選挙では北海道2区に国替えし、自民党の吉川貴盛を破り当選した。2005年の第44回衆議院議員総選挙では吉川に約2,300票差まで詰め寄られるも振り切り、3選（吉川も比例復活）。2009年の第45回衆議院議員総選挙では、自民党の吉川に比例復活も許さない大差で圧勝し、4選。当選後、民主党国会対策委員長代理に就任した。
2010年9月、菅直人第1次改造内閣で国土交通副大臣に任命される。同年10月、樽床伸二を中心に結成された「青山会」の代表世話人に就任した。
2011年1月、菅直人第2次改造内閣で国土交通副大臣に再任。

同年6月1日、小沢一郎が菅内閣に対する不信任決議案への賛成を示唆し、これに同調して国土交通副大臣を辞任する意向を固める。同日の不信任案提出後、三井、東祥三、鈴木克昌、内山晃、樋高剛の5人が辞表を提出し、菅内閣不信任決議案に賛成する意向を示した。この事態を受け、菅は東日本大震災への対応に目処がついた時点で退陣する考えを表明。これを受け、三井ら5人は翌2日の採決では反対票を投じた。翌3日、菅の慰留を受け辞意を撤回した。
同年9月、野田内閣発足に伴い国土交通副大臣を退任し、民主党政策調査会長代理に就任。
2012年6月、消費税増税を含む社会保障・税一体改革関連法案の採決では賛成票を投じ、小沢一郎ら反対派が民主党を離党して結成した国民の生活が第一には参加しなかった。
同年10月、野田第3次改造内閣の厚生労働大臣として初入閣。薬剤師免許保持者では初の厚生労働大臣である。
同年12月、第46回衆議院議員総選挙にて自民党の吉川に敗北、重複立候補した比例北海道ブロックでも比例復活ならず落選。
2014年の第47回衆議院議員総選挙には健康上の理由で出馬しない意向を示し、党を除名された松木謙公（維新の党）を後継候補として指名した。この選挙では三井らが支援した松木と党北海道連が推薦した池田真紀で事実上の民主分裂選挙となったが、松木が比例復活、池田は落選した。
2016年11月、旭日重光章を受章。
2021年4月2日2時23分、呼吸不全のため、札幌市内の病院で死去。78歳没。死没日をもって正四位に叙される。

## 政策・主張
- 静岡空港建設反対の国会議員署名活動で署名者に加わっている[13]。
- 中国残留孤児に対し、国の賠償責任を認め、給付金制度を創設するよう主張している[14]。
- 国鉄労働組合のJR採用差別闘争に連帯し、同労組が衆議院議員会館で開いた院内集会に参加している[15]。
- 厚労省の「毎月勤労統計」の不正調査問題では2004年以後の歴代厚労相13人の政治責任も問われ、現職の根本匠は大臣報酬などを自主返納すると発表したが、夕刊フジでは歴代厚労相１2人に対して厚労相時代に受け取った報酬を返す意思があるかと質問した所唯一本人と電話がつながらず[16]。

## 人物
- 民主党所属の国会議員の中では指折りの資産家であり、国会議員の所得・所有財産の番付では常に上位に名前が掲載される。
- 元々は元首相の羽田孜の知遇を得て政界入りしたが、同じ北海道選出の衆議院議員であった元首相の鳩山由紀夫（北海道9区選出）にも近い。
- かつては小沢一郎の側近であり、小沢の民主党在籍期間中は小沢グループの幹部であった。しかし、2012年に小沢グループ所属議員の多くが離党し、国民の生活が第一を結党した際はこの動きに加わらず、民主党に残留した。小沢グループ幹部では三井の他、奥村展三や田中眞紀子、中塚一宏らも新党への参加を見送っている。
- 選挙区内に北海道では数少ない旧民社党系の支持組織である北海道電力労働組合の本拠地があるため、民社協会に所属している。ただし旧民社党自体にはさしたる接点はない。

## 所属団体・議員連盟
- 民主党たばこ産業政策議員連盟[17]
- 在日韓国人をはじめとする永住外国人住民の法的地位向上を推進する議員連盟
- 日韓議員連盟
- 人権擁護法案から人権を守る会
- 親学推進議員連盟（副会長）